# Lampropterus shensiensis
Lampropterus shensiensis är en skalbaggsart som först beskrevs av J. Linsley Gressitt 1951.  Lampropterus shensiensis ingår i släktet Lampropterus och familjen långhorningar. Inga underarter finns listade i Catalogue of Life.